# Station Lotyń
Station Lotyń is een spoorwegstation in de Poolse plaats Lotyń.